# María de Lusignan (reina de Aragón)
María de Chipre o María de Lusignan (1279 - Tortosa, 1319), princesa de Chipre y reina consorte de Aragón entre 1315 y 1319 por su matrimonio con Jaime II de Aragón.

## Biografía
Hija de Hugo III, rey de Chipre y de Jerusalén y de Isabel de Ibelín. Era nieta por vía paterna de Enrique de Poitiers e Isabel de Lusignan y por vía materna de Guido de Ibelín y Felipa de Berlais. Hermana del senescal de Chipre Felipe de Ibelín.
El 15 de junio de 1315 contrajo matrimonio por poderes con Jaime II en la catedral de Santa Sofía de Nicosia y en persona el 27 de noviembre del mismo año en la catedral de Gerona. No tuvo descendencia.
Falleció el mes de septiembre de 1319 en Tortosa.

## Sepultura

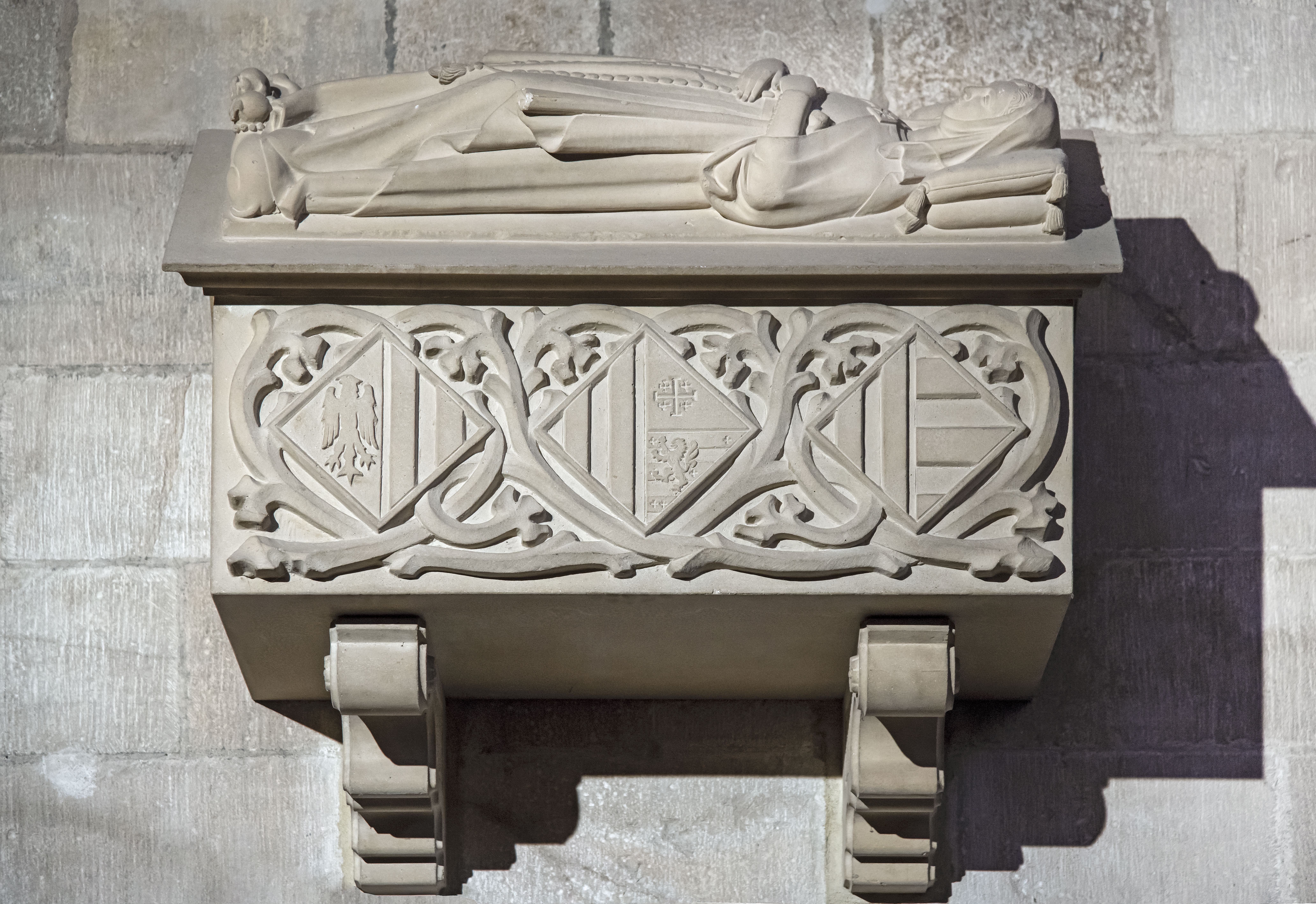
Sepulcro de la reina María de Chipre, esposa de Jaime II de Aragón, en la Catedral de Barcelona.

A la muerte de la reina, su cadáver recibió sepultura en el Convento de San Francisco de Barcelona, donde a lo largo de la Edad Media recibieron sepultura numerosos miembros de la familia real aragonesa, como el rey Alfonso III el Liberal. Allí permaneció sepultado el cadáver de la esposa de Pedro III durante varios siglos, hasta que en 1835 el Convento de San Francisco fue demolido, y la mayoría de los restos de las personas reales allí sepultadas, incluyendo a la reina María de Chipre, fueron trasladados a la Catedral de Barcelona. 
En el siglo XX, los restos de la reina fueron colocados en un sepulcro, en el lado izquierdo del Altar Mayor de la Catedral de Barcelona, en el que también se encuentran los restos mortales de otras dos reinas de Aragón, la reina Constanza de Sicilia, esposa de Pedro III el Grande, y la reina Sibila de Fortiá, cuarta esposa de Pedro IV el Ceremonioso. En el mismo sepulcro también descansan los restos de la reina Leonor de Aragón, reina de Chipre por su matrimonio con Pedro I de Chipre, y nieta de Jaime II de Aragón. Los sepulcros, en los que los restos de las reinas fueron depositados en 1998, fueron realizados por el artista catalán Frederic Marès.